# Philates
Philates Simon, 1900 è un genere di ragni appartenente alla famiglia Salticidae.

## Distribuzione
Le 10 specie note di questo genere sono diffuse nell'areale indonesiano: gli esemplari rinvenuti delle varie specie sono particolarmente accentrati in Nuova Guinea e nel Borneo; la P. grammicus è stata reperita anche in alcune località filippine..

## Tassonomia
Genere rimosso dalla sinonimia con Marengo Simon, 1892 come descritto dall'aracnologo Benjamin in uno studio del 2004, contra uno studio dell'aracnologo Wanless del 1978 che ne acclarava la sinonimia.
A maggio 2010, si compone di 10 specie:
- Philates chelifer (Simon, 1900) — Giava, Borneo
- Philates courti (Zabka, 1999) — Nuova Guinea
- Philates grammicus Simon, 1900[2] — Filippine, Indonesia
- Philates platnicki (Zabka, 1999) — Nuova Guinea
- Philates proszynskii (Zabka, 1999) — Nuova Guinea
- Philates rafalskii (Zabka, 1999) — Nuova Guinea
- Philates szutsi Benjamin, 2004 — Borneo
- Philates thaleri Benjamin, 2004 — Borneo
- Philates variratae (Zabka, 1999) — Nuova Guinea
- Philates zschokkei Benjamin, 2004 — Indonesia